# Stârc de cireadă
Stârcul de cireadă (Bubulcus ibis) este o specie de stârc (familia Ardeidae) întâlnită în zonele tropicale, subtropicale și temperate calde. Majoritatea autorităților taxonomice grupează această specie și Bubulcus coromandus împreună, însă unele (inclusiv Uniunea Internațională a Ornitologilor⁠(d)) le separă. În ciuda asemănărilor în ceea ce privește penajul cu egretele din genul Egretta, această specie este mai apropiată de stârcii din genul Ardea. Originar din Asia, Africa și Europa, a cunoscut o extindere rapidă a distribuției sale și a colonizat cu succes o mare parte din restul lumii în ultimul secol.

## Taxonomie
Stârcul de cireadă a fost descris pentru prima dată în 1758 de către Linnaeus în lucrarea sa Systema naturae sub numele de Ardea ibis, dar a fost mutată în genul actual de către Charles Lucien Bonaparte în 1855. Numele său de gen Bubulcus înseamnă în latină "păstor", referindu-se la asocierea acestei specii cu vitele. Ibis este un cuvânt latin și grecesc care inițial se referea la o altă pasăre limicolă⁠(d) albă, ibisul sacru, dar a fost aplicat acestei specii din greșeală.
În ciuda asemănărilor superficiale de aspect, stârcul de cireadă este mai strâns înrudită cu genul Ardea, care cuprinde stârcii mari decât cu majoritatea speciilor denumite egrete din genul Egretta.. Au fost înregistrate cazuri rare de hibridizare cu egreta mică albăstruie (Egretta caerulea), egreta mică (Egretta garzetta) și egreta de zăpadă (Egretta thula).

## Galerie

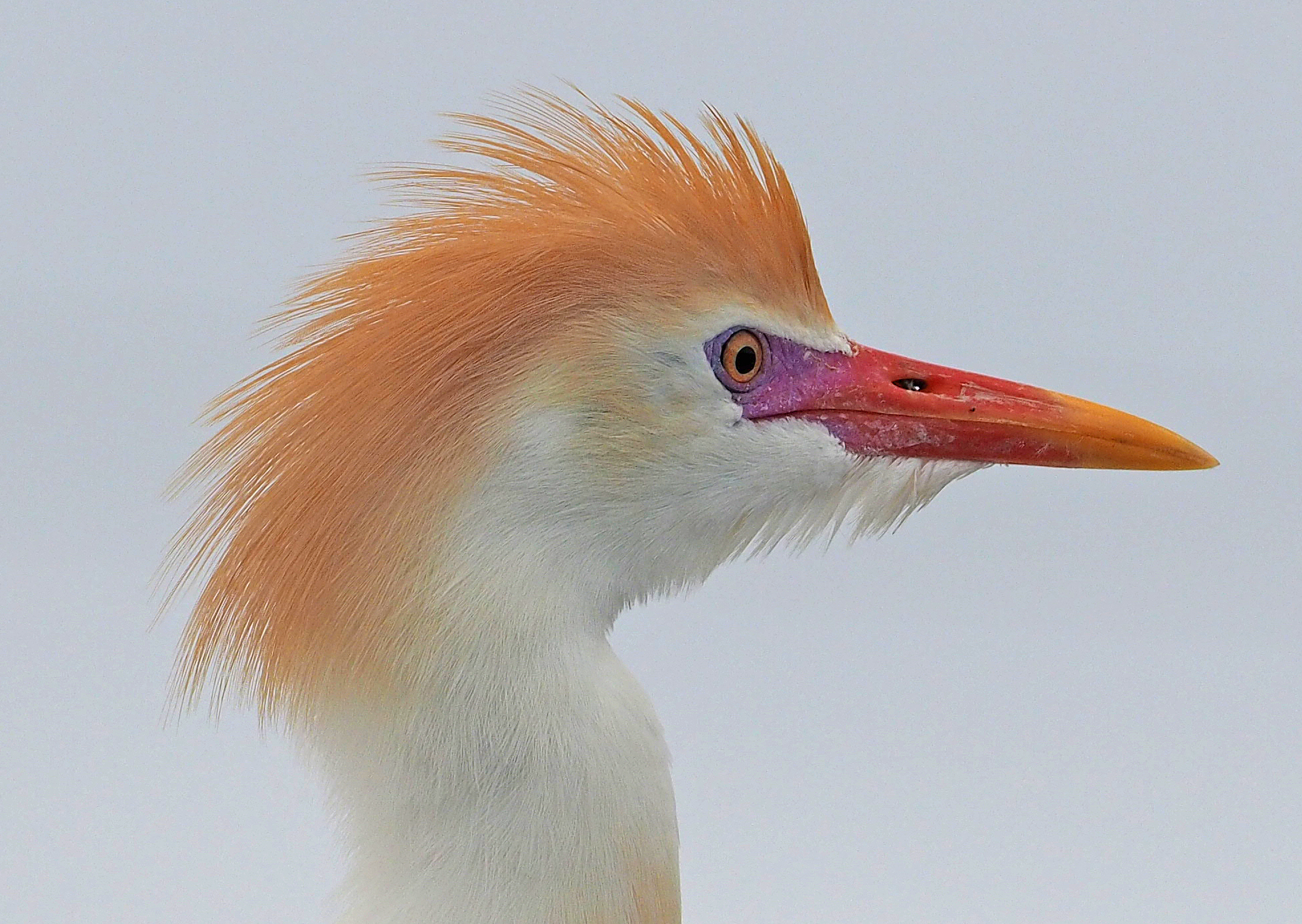
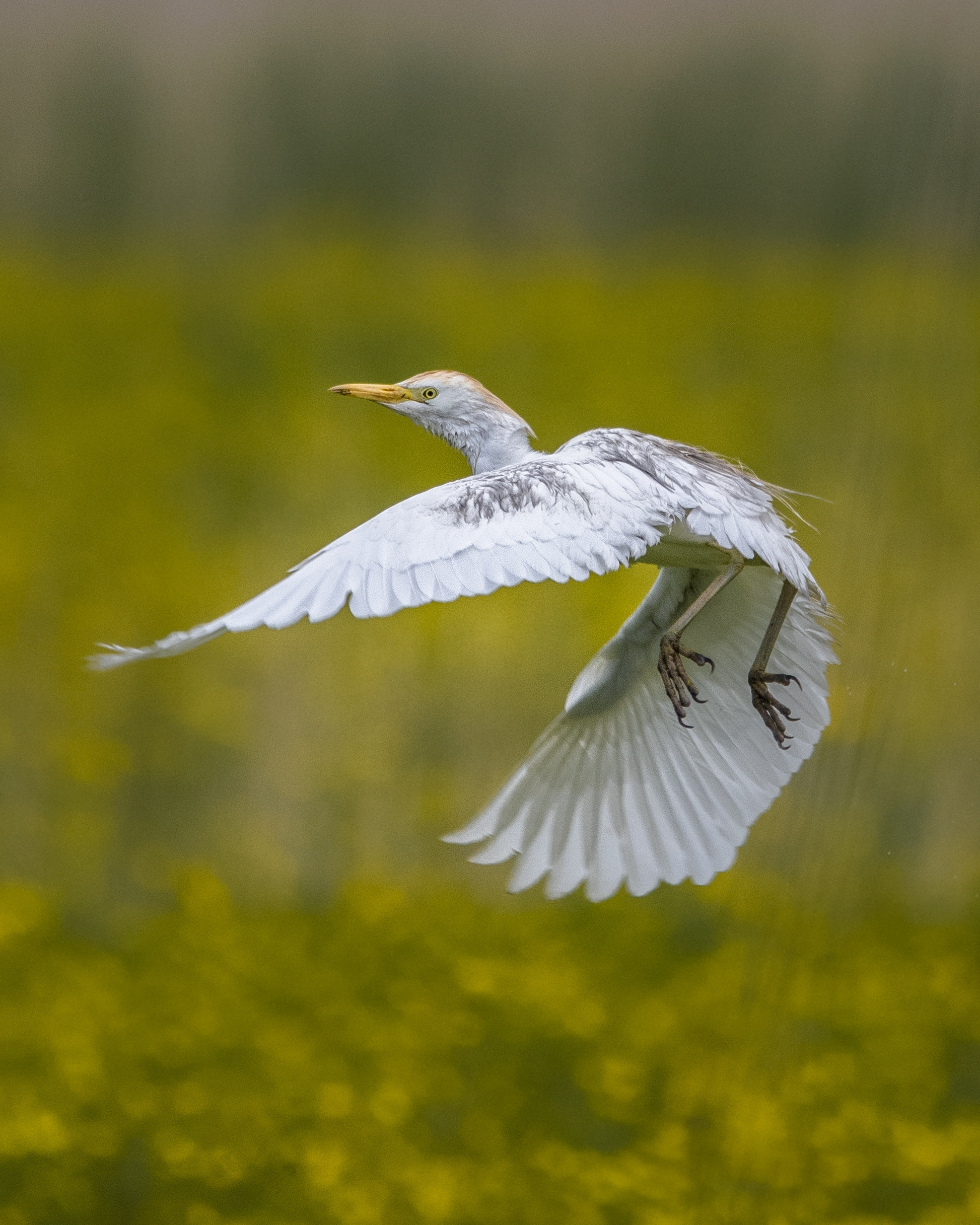
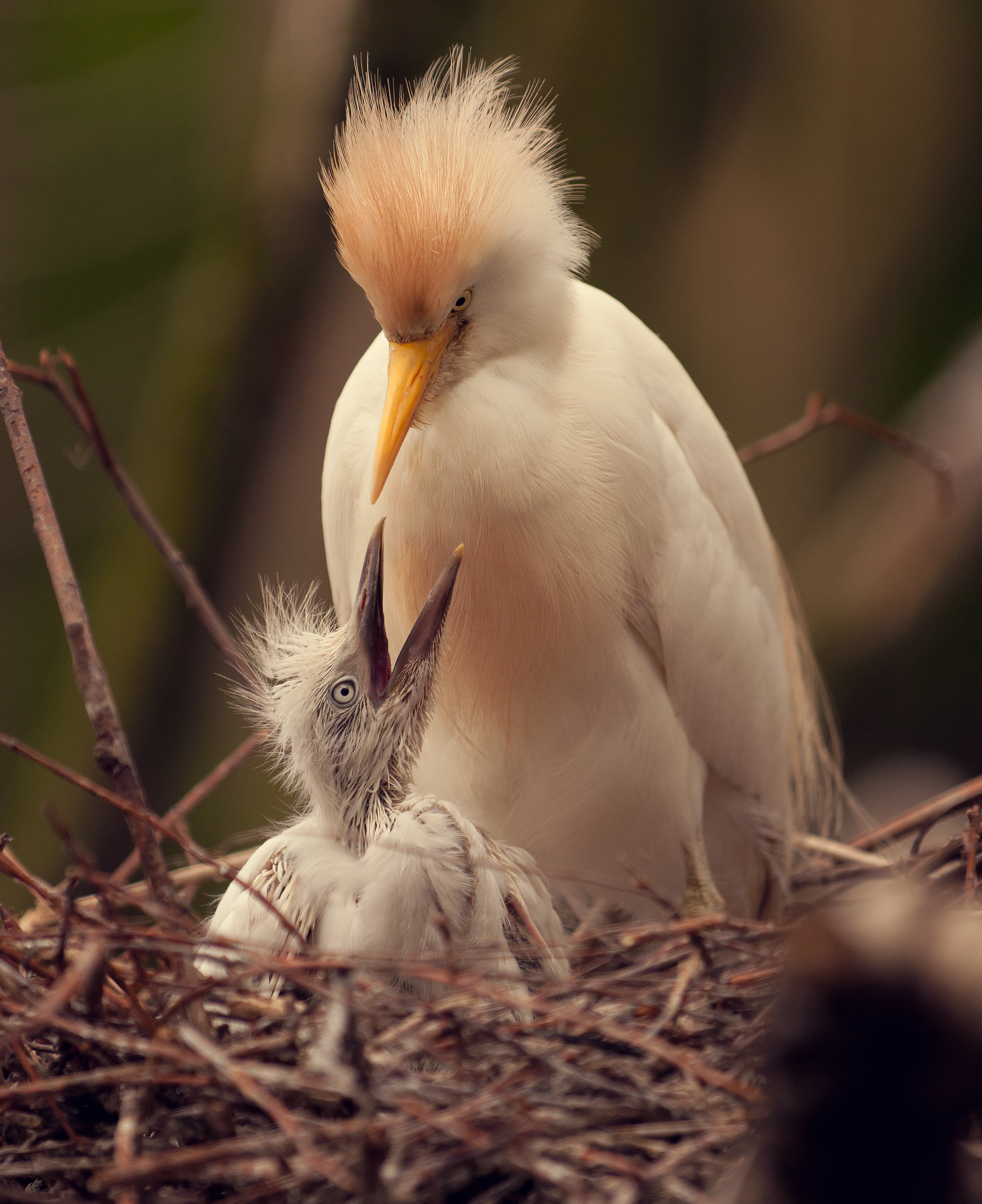
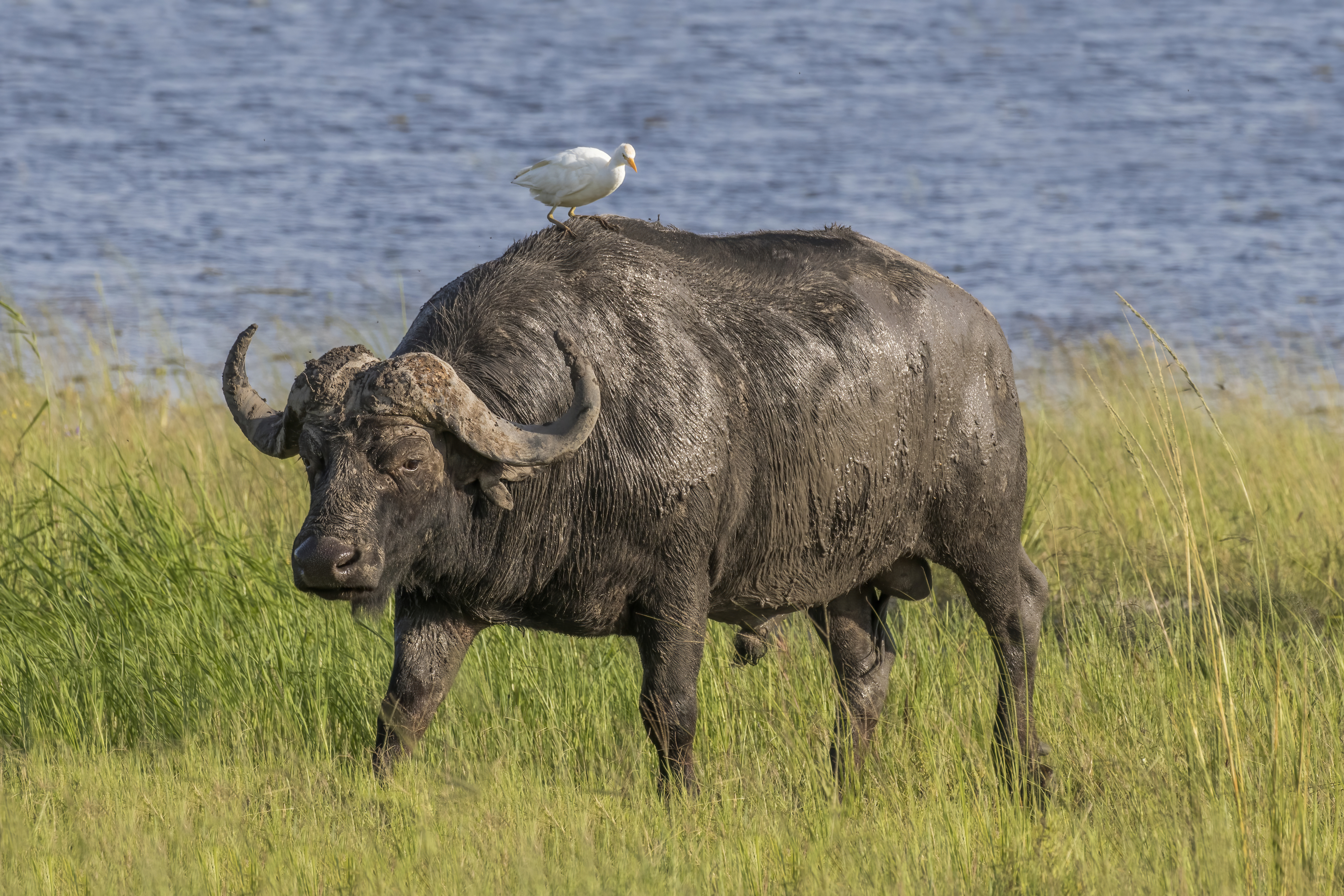
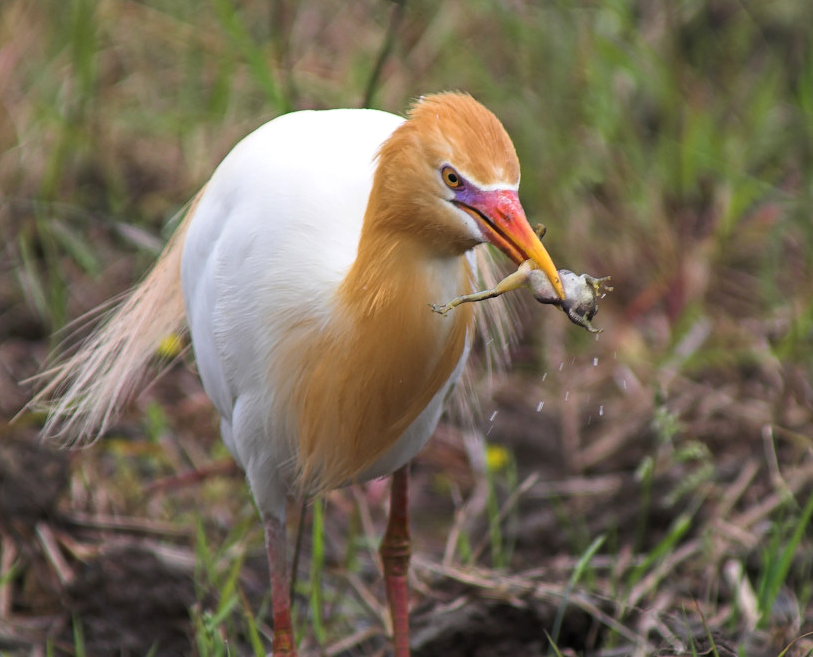
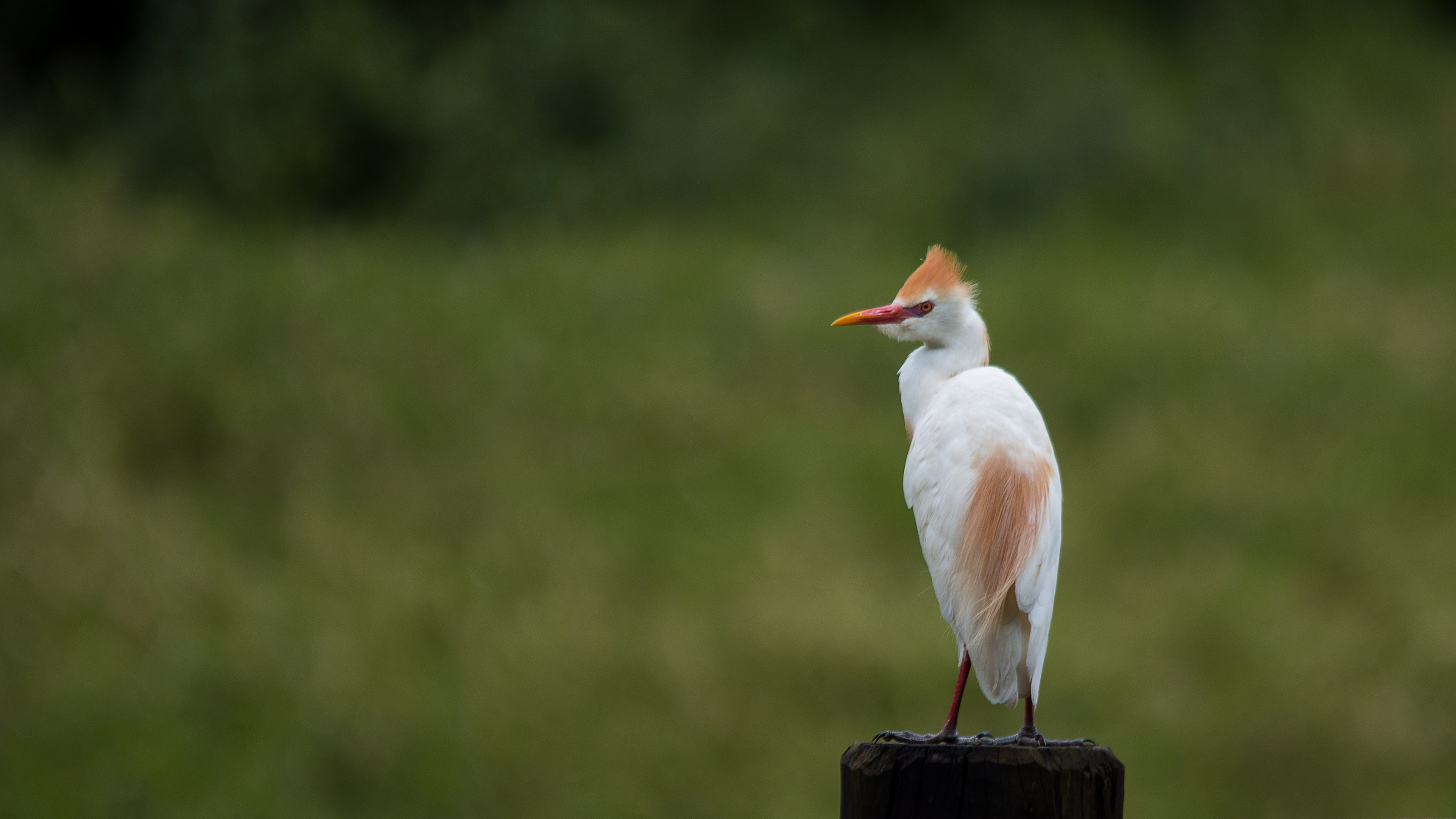
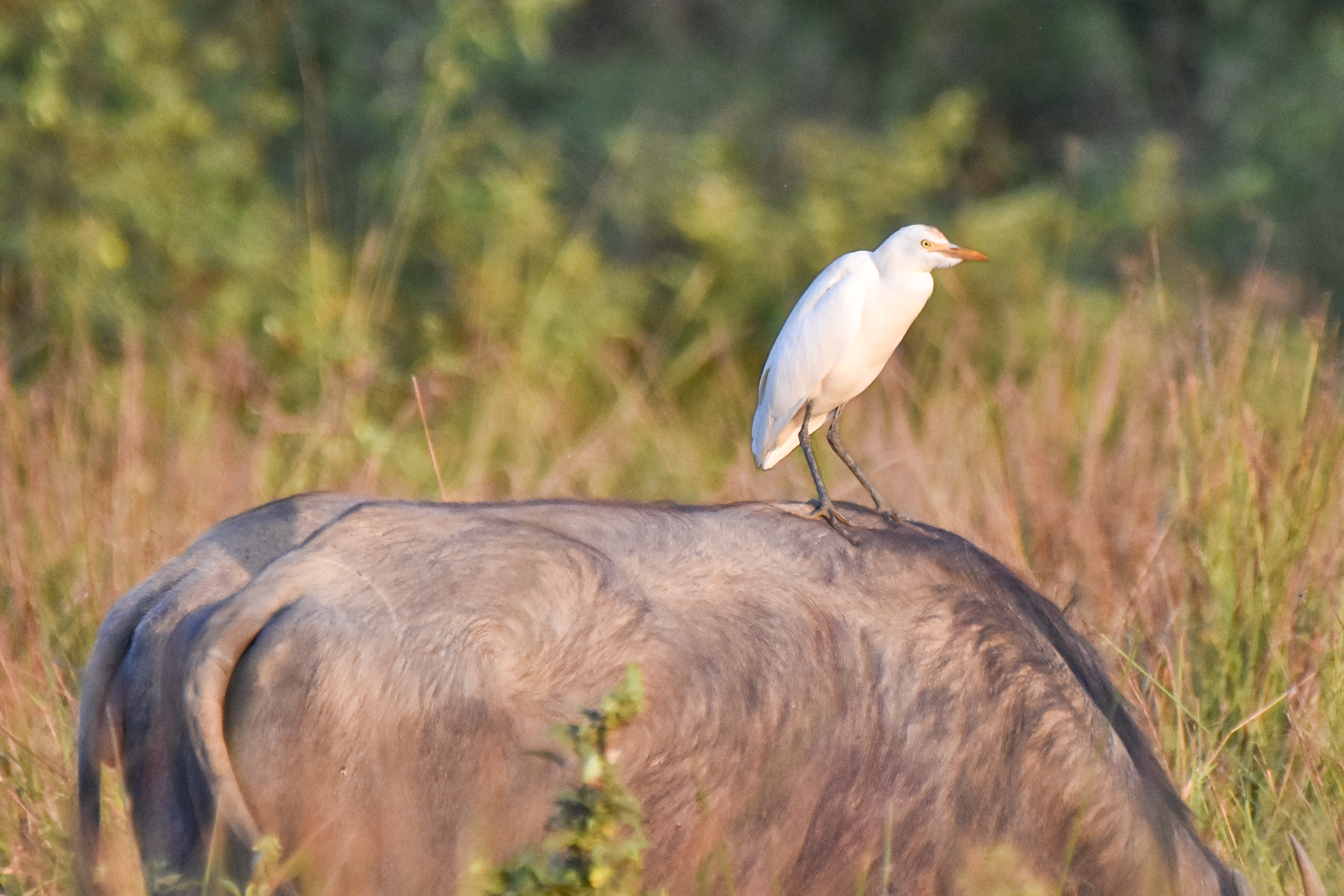
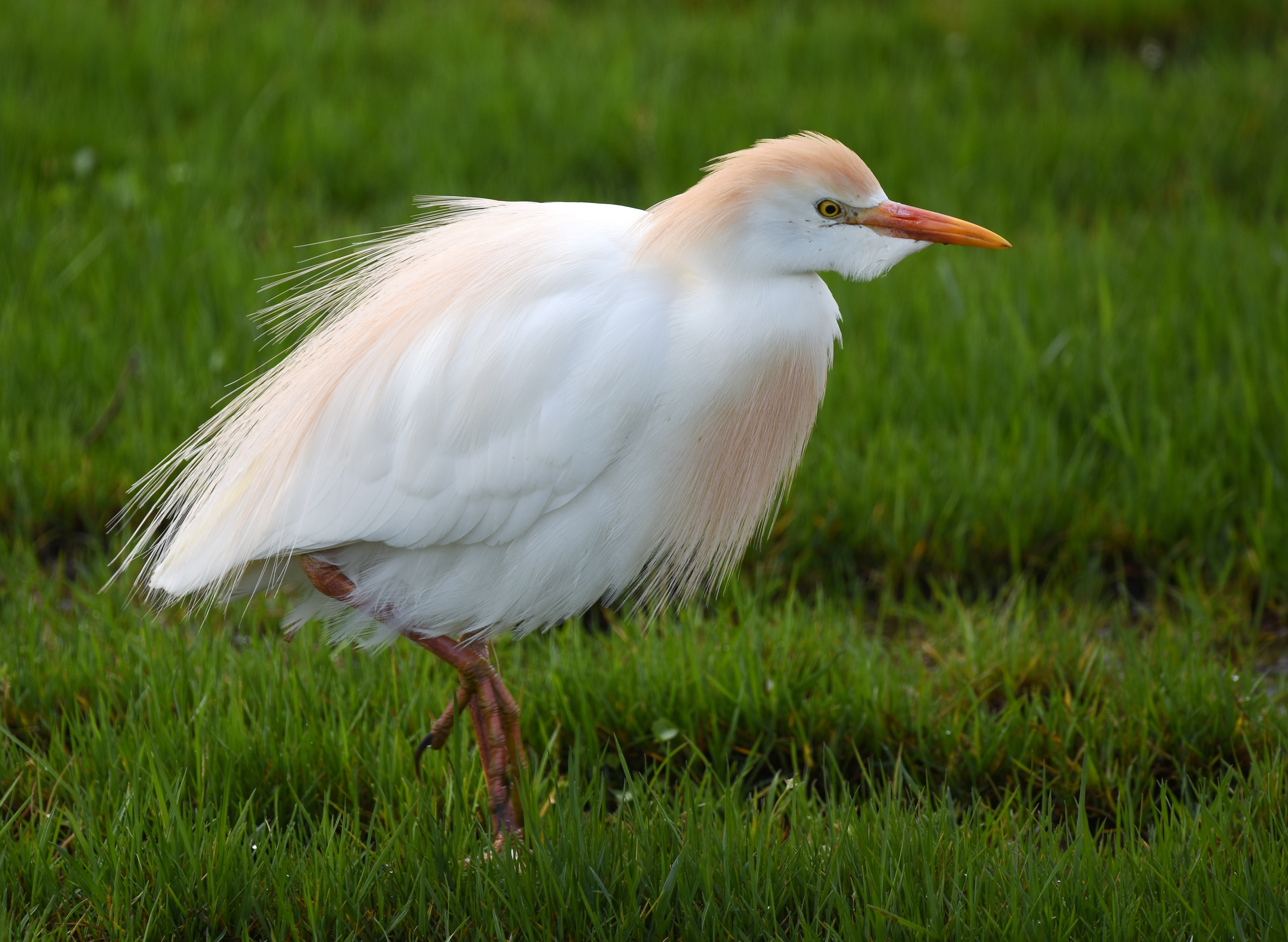